# Egészségápolás Könyvtára
Az Egészségápolás könyvtára  egy 20. század eleji magyar orvosi könyvsorozat volt. Az egyes művek 1907 és 1910 között jelentek meg a következő sorrendben:

## Részei
- I. kötet. Schrötter Lipót, dr. Az ép és beteg tüdő egészségtana
- II. köt. Gruber Miksa, dr. A nemi élet egészségtana. (Férfiak számára.) 2 ábrával. Átdolgozta és honi viszonyokhoz alkalmazta dr. Sugár K. Márton. (101 l.) 1907
- III. köt. Eichhorst Hrmann, dr. Az egészséges és b eteg szív egészségtana. 18 képpel. (158 l.) 1907
- IV. köt. Forel Ágoston. Az idegek és a szellem egészségtana ép és beteg állapotban. 10 ábrával. (304 l.) 1908
- V. kötet. Grawitz Ede, dr. A mindennapi élet egészségtana. (148 l.) 1908
- VI. köt. Trumpp József, dr. Egészségápolás a gyermekkorban. 5 ábrával. (124 l.) 1908
- VII. kötet. Ewald K. A., dr. Az ép és beteg gyomor, bél, máj és vese egészségtana. 6 ábrával. (141 l.) 1908
- VIII. köt. Port Gottlieb. A fogak és a száj egészségtana ép és kóros állapotban. 8 képpel. (118 l.) 1907
- IX. kötet. Haug Rudolf, dr. A fül egészségtana ép és beteg állapotban. Honi viszonyokhoz alkalmazta dr. Sugár K. Márton. 8 táblával. (104 l.) 1908
- X. köt. Neumayer János, dr. Az orr, garat és a gége egészségtana ép és beteg állapotban. 3 táblával. (142 l.) 1908
- XI. köt. Sicherer Ottó, dr. A szem egészségtana ép és beteg állapotban. 15 ábrával. (127 l.) 1908
- XII. kötet. Riecke E., dr. A bőr, a hajak és körmök egészségtana egészséges és beteg állapotban. 17 képpel. (210 l.) 1908
- XIII. kötet. Schäffer Oszkár, dr. Fiatal anyák és nők egészségtana. 8 képpel. (124 l.) 1908
- XIV. köt. Jaerschky Pál, dr. Testápolás tornázással, fénynyel és levegővel. 42 képpel. (183 l., 1 melléklettel.) 1908
- XV. köt. Schäffer Oszkár, dr. A női betegségek okai és elkerülésük módjai. 21 ábrával. (117 l.) 1909
- XVI. kötet. Rubner Miksa, dr. A tápanyagok és a táplálkozás tana. (142 l.) 1909
- XVII. kötet. Rieder Hermann, dr. Testápolás vízhasználat által. 28 ábrával. (215 l.) 1909
- XVIII. kötet. Orth János, dr. Az egészségápolás feladata, célja és rendeltetése. (100 l.) 1910
- XIX. kötet. Dennig, dr. Az anyagcsere egészségtana. 1910
- XX. kötet. Walz Károly, dr. A vér egészségtana ép és beteg állapotban. 8 képes rajzzal 2 táblán. (102 l.) 1910
- XXI. köt. Trumpp József, dr. Egészségápolás a gyermekkorban. 1910
- XXII. kötet. Lange F., dr., és dr. Trumpp József. A test hibás alakjainak keletkezése és elkerülése. (1910)
- XXIII. kötet. Schottelius Miksa, dr. Bakteriumok, fertőző betegségek és az ellenük folytatott küzdelem. Orvosoknak, állatorvosoknak, orvosnövendékeknek és a művelt közönségnek. (287 l.) 1910